# هجوم (فلم هندي 2016)
هجوم (بالإنجليزية: Attack) هو فيلم إثارة سياسي باللغة التيلجو صدر عام 2016 من تأليف وإخراج رام جوبال فارما وإنتاج سي. كاليان.  ويضم مانشو مانوج وسوربي،  بينما يلعب جاغاباتي بابو وبراكاش راج وفادي نافين الأدوار الداعمة. تم تأليف الموسيقى من قبل رافي شانكار. تم إصدار الفيلم عالميًا في 1 أبريل 2016. 

## حبكة
جورو راج رجل الجماهير، هو رجل أعمال قوي من مجموعة شركات تشارمينار الذي يدير عصابته كزعيم مافيا. لديه ثلاثة أبناء كالي، وجوبي، ورادا كريشنا "رادا" الذين يشكلون عموده الفقري. فالي يحب رادا ويحاول إبعاده عن هذه المشاكل. وفي هذه الأثناء، يتم ذبح جورو راج على يد بعض رجال العصابات المجهولين أثناء زيارته للمعبد. وقد كان للحادث تأثير شديد على عائلته حيث تركهم في حيرة من أمرهم بشأن الدافع وراء الجريمة. هنا، يسعى كالي للانتقام ويبدأ في البحث في المسألة. ولسوء الحظ، قُتل هو أيضًا في ظروف غير عادية. ومن ثم، يقرر رادا الغاضب القضاء على الرجال المسؤولين عن وفاة والده وشقيقه. وأخيرًا، يتمكن من حل جرائم القتل وينتقم.

## الممثلون
- مانشو مانوج بدور رادها كريشنا "رادها"
- جاغاباتي بابو في دور كالي
- سوربي في دور فالي
- براكاش راج في دور جورو راج
- فاديه نافين في دور جوبي
- أبهيمانيو سينغ في دور ساتو
- بونام كور في دور ساكي
- مانجو بهارجافي بدور زوجة جورو راج
- تشالاباتي راو في دور ماستان
- نارسينج ياداف في دور بهادري

## الموسيقى التصويرية
موسيقى من تأليف رافي شانكار. كلمات الأغنية من تأليف سيرا سري. تم إصدار الموسيقى على شركة Lahari Music Company. 
| #  | عنوان                         | المدة |
| -- | ----------------------------- | ----- |
| 1. | "Chaavaduraa Paga"            | 4:28  |
| 2. | "Dharmaraju Odaadani"         | 5:22  |
| 3. | "Nayanni Adugutha"            | 2:47  |
| 4. | "Raktapu Chukkalu"            | 5:09  |
| 5. | "Prabhum Prananatham"         | 3:08  |
| 6. | "Dharmaraju Odaadani (Remix)" | 5:11  |

## يطلق
تم إصدار الملصق السينمائي الأول لفيلم Attack في 30 مايو 2015  وتم إصدار المقطع الدعائي المسرحي في 31 مايو 2015.  تم إصدار الفيلم في 1 أبريل 2016. 